# 張寔 (前涼)
張 寔（ちょう しょく）は、五胡十六国時代の前涼の第2代君主。字は安遜。安定郡烏氏県（現在の甘粛省平涼市涇川県）の人。父は張軌。叔父は張粛。弟は張茂。妻は賈摹の姉。子は張駿。

## 生涯

### 張軌の時代
泰始7年（271年）、張軌の長男として生まれる。学問への見識が深く、賢人を敬って士を愛した。やがて秀才に挙げられて郎中となり、後に驍騎将軍に任命されたが、固辞した。
永嘉元年（307年）、職を辞して故郷の涼州に戻ることを希望し、朝廷に認められて議郎に改任された。当時、父の張軌が涼州を治めていたが、張越・曹祛らが乱を起こして混乱の最中にあった。永嘉2年（308年）2月頃、張寔は涼州の治所である姑臧に到着すると、父により中督護に任じられ、すぐさま乱の鎮圧を命じられた。張寔は軍を率いて南進すると、曹祛を攻撃して敗走させた。
その後、再び曹祛攻撃を命じられると、尹員・宋配を初め歩騎3万余りを率いて軍を進めた。曹祛は麹晁を黄阪に派遣し、張寔の大軍に対峙させた。張寔は密かに小道から浩亹へ出て、破羌に進んで曹祛と交戦した。そして、牙門将の田囂を斬り殺すと、勢いのままに曹祛を討ち取った。張越は大いに恐れて逃走し、涼州の騒動は鎮まった。功績により、建武亭侯に封じられた。しばらくして西中郎将となり、爵位は福禄県侯に進んだ。
永嘉6年（312年）9月、西平郡出身の王淑と曹祛の残党である麹儒らは元福禄県令麹恪を脅して盟主に推戴すると、晋朝に反旗を翻した。彼らは西平郡太守趙彝を捕らえると、朝廷に背いていた秦州刺史裴苞らと呼応した。張寔は彼らの討伐に赴くと、麹儒らを撃破して誅殺し、主犯格であった六百家余りを移住させた。治中令狐瀏は「悪人を一掃するには、農夫が草を刈り取るように、二度と再生しないよう草根から除かねばなりません。今すぐに反乱者の家を尽く退去させ、後顧の憂いを絶つべきです」と進言したが、張寔は受け入れなかった。その後、麹儒の残党らは令狐瀏の懸念した通り乱を起こしたが、張寔は兵を率いてすぐさま平定した。
建興元年（313年）、西中郎将から護羌校尉に移った。

### 父業を継ぐ
建興2年（314年）2月、張軌が老齢により病に伏せるようになると、張寔は副刺史・撫軍大将軍に任じられて補佐に当たった。同年5月、張軌は病が重くなると、張寔に後を継がせるようにと遺言した。間もなく張軌が亡くなると、長史張璽らは張寔を推戴して父の地位を代行させた。10月、張寔は長安にて即位した西晋の愍帝より持節・都督涼州諸軍事・西中郎将・涼州刺史・領護羌校尉・西平公を授けられた。
建興3年（315年）10月、蘭池長趙奭の上軍であった張冰という人物が、『皇帝行璽』との文字が刻まれた印璽を発見したため張寔へと献上した。この事実が知れ渡ると、群臣はみな張寔が皇帝に昇る兆しであるとして祝賀を述べた。しかし張寔は三国時代の袁紹（当時の皇帝であった劉協を差し置いて劉虞を新たな皇帝に擁立すべく、玉印を入手すると大義名分に用いた）を引き合いに出して群臣達を諫め、この印璽を長安にいる愍帝の下へ送り届けた。
建興4年（316年）4月、張寔は涼州一帯に命を下し、「恐れ多くも我は先人の事業を受け継いだ。刑事・政事が民衆の患とならないことを願っているが、年々飢饉・旱害が起こっており、これは我に何かしらの欠点があるということであろう。今、それを伝える者があれば罪には問わぬ」と述べ、官吏・百姓の中で自らの過失を申告した者に布絹・羊・筐篚・穀物を与えた。こうした政務の一方で、高昌の賊曹佐であった隗瑾は、張寔が事の大小を問わずあらゆる政務の決裁を自ら行っている事を諫め、下級官吏からも意見を求めるよう進言すると、張寔はこの進言を容れると共に、隗瑾の位を三等昇進させて絹40匹を下賜した。

### 西晋の崩壊
同年、張寔は督護王該を長安へ派遣し、地方の珍品・名馬・経史・書物といった諸郡の貢物を献上した。8月、漢（後の前趙）の中山公劉曜が長安に襲来すると、張寔は救援の為に再び王該を派遣した。愍帝は張寔の忠誠を称賛し、都督陝西諸軍事に任じた。しかしこの頃には、度重なる劉曜軍の侵攻により長安は完全に孤立しており、食料不足となった長安では人同士が食らい合い、多くの死者が出る有様であった。また張寔の叔父の張粛は長安の危機を聞き、自ら先鋒となり劉曜を撃破したいと請うたが、張寔は張粛が老齢であることから許可しなかった。
11月、愍帝は劉曜へ降伏することを決め、黄門郎史淑・侍御史王沖を涼州へ派遣した。史淑らは張寔に接見すると「帝は降伏されました。我等は陛下の詔を持ってここまで逃げてきました」と述べ、張寔を大都督・涼州牧・侍中・司空に任じと共に、江南に逃げ延びた琅邪王司馬睿を新たな帝として補佐を行うよう最後の命を下した。張寔は2人の勅使を三日三晩に渡って盛大にもてなしたが、任命された官職は全て辞退した。長安陥落の報を知った叔父の張粛は、悲憤により没した。
建興5年（317年）1月、漢帝劉聡が愍帝を強制的に帝から降ろしたと知り、張寔は諸将を前趙の都の平陽へと派遣した。また南陽王司馬保にも書状を送り、共に漢を討つよう求めた。張寔軍の武将である太府司馬の韓璞は南安にまで軍を進めたが、諸々の羌族により進軍を妨害された。両軍は百日余りに渡って対峙し、韓璞軍の兵糧・矢は尽きてしまったが、遅れて到着した援軍と挟撃して漢軍を大破し、数千の首級を挙げた。しかし韓璞の軍はそれ以上進軍を継続できず、引き返した。

### 両晋王に服属
建興6年（318年）3月、安定郡太守焦嵩・討虜将軍陳安が上邽に割拠する南陽王司馬保を攻撃すると、司馬保は張寔の下へ使者を派遣して救援を要請した。張寔はこれに応じ、金城郡太守竇濤を軽車将軍に任じ、威遠将軍宋毅を始め和苞・張閬・宋輯・辛韜・張選・董広らと歩騎2万を与え、司馬保救援に赴かせた。この頃司馬保は帝位を称しようと目論んでいたが、張寔はこれに従わず、愍帝が処刑されたとの報が伝わると琅邪王司馬睿に皇帝への即位を勧めた。司馬睿は同年の内に建業において即位し、改元して大興とした。だが、張寔は引き続き西晋の年号である建興を用い、改元に従わなかった。また司馬保は司馬睿の皇帝即位に従わず、晋王を自称し独自の年号を建てて自ら百官を任命した。この際に使者を派遣して張寔を征西大将軍・儀同三司に任じ、3千戸を加増した。
陳安が氐族・羌族を従えて司馬保を攻撃すると、司馬保は進退窮まって上邽から祁山へ逃れた。張寔は配下の韓璞に歩騎五千を与え、司馬保の救援に向かわせた。これにより陳安は軍を退いて綿諸を守り、司馬保は上邽へ再び帰還したが、その後間もなく司馬保は再び陳安に敗れ、使者を派遣して張寔に救援を要請した。張寔は宋毅を派遣して陳安を攻め、撤退させた。ほぼ同時期、司馬保は劉曜からも攻撃を受けたので桑城へ逃れ、さらに張寔のいる涼州へ逃走しようと考えた。だが、張寔は彼が宗室の中でも声望があった事から、河西に来ることで人心が自分から移ってしまうことを恐れた。その為、張寔は配下の陰鑒（陰澹の弟）を派遣して司馬保を迎えさせたものの、護衛すると公言して実際には彼がやってくるのを阻んだ。間もなく司馬保が亡くなると、彼の配下の者はみな逃走し、涼州に身を寄せる者が1万人余りに及んだ。
この頃から張寔は河西が険阻であり遠方にあることから、次第に驕り高ぶるようになったという。

### 最期
当時涼州の天梯山には、邪道の術に長けた劉弘という人物が住んでおり、庶民の信仰を集めて千人余りを従わせており、張寔の周囲の者も次第に彼を崇拝するようになっていた。帳下閻渉・牙門趙卬は劉弘とは同郷であり、特に彼を狂信していた。建興8年（320年）、劉弘は彼らに対し「天は我に神璽を送り、涼州で王となるよう告げた」と告げると、閻渉・趙卬はこれを深く信じ込み、密かに張寔の近臣の10人余りと謀り、張寔を暗殺して劉弘を君主として奉戴しようとした。張寔の弟の張茂は彼らの計画を知ると、劉弘を誅殺するよう求めた。張寔はこれに同意し、牙門史初に劉弘を捕らえるよう命じた。だが、史初が行動を起こす前に閻渉らは計画を実行に移し、凶器を懐に隠して張寔の屋敷に侵入した。張寔は就寝中に襲撃を受け、そのまま殺害された。
その後、史初が劉弘殺害に向かうと、劉弘は「張使君は既に死んでいる。今更私を殺しても遅い」と言い放った。史初は激怒し、劉弘の舌を切り落として牢に繋いだ。その後、劉弘は姑臧城の市街に引きずり出されて車裂きの刑に処され、劉弘の徒党数百人も誅殺された。左司馬陰元らは張寔の子である張駿がまだ幼いことから、弟の張茂を涼州刺史・西平公に立て、境内に大赦を下した。張茂が位を継いだ後、張寔は昭公と諡され、寧陵に葬られた。また、元帝司馬睿は大司馬・涼州牧を追贈し、元公という諡号を贈った。
やがて孫の張祚が王位を称すると、昭王と追諡された、廟号は高祖とされた。

## 逸話
- 永嘉年間（307年 - 313年）中、長安では「秦川中、血没腕、惟有涼州倚柱観（秦川は辺り一帯血の海で、腕まで浸かるほどだ。ただ、涼州にいれば安心して見ていられる）」という謡が流行った。張寔の時代になると、氐・羌が隴右・雍州・秦州の地方を略奪して回るようになり、この地では十人のうち八・九人が戦乱により亡くなるという有様であったが、涼州だけは安泰であった。ここにおいて謡言の通りとなった。
- 張寔の寝室の柱には頭のない人の絵が掛けられていたが、ある日突然この絵が消えたため、張寔は非常に不快に思った。張寔が亡くなるのは、その後間もなくの事であった。